# Ctenoplusia pauliana
Ctenoplusia pauliana är en fjärilsart som beskrevs av Claude Dufay 1968. Ctenoplusia pauliana ingår i släktet Ctenoplusia och familjen nattflyn. Inga underarter finns listade i Catalogue of Life.